# 518년

## 연호
- 남량(南梁) 천감(天監) 17년
- 북위(北魏) 희평(熙平) 3년 / 신귀(神龜) 원년

## 기년
- 남량(南梁) 무제(武帝) 17년
- 북위(北魏) 효명제(孝明帝) 3년
- 신라(新羅) 법흥왕(法興王) 5년
- 고구려(高句麗) 문자명왕(文咨明王) 28년
- 백제(百濟) 무령왕(武寧王) 18년

## 탄생
- 가락국의 문신 김무력

## 사망
- 7월 9일 - 아나스타시우스 1세, 비잔티움 제국 황제.